# Sala del Consistorio
La Sala del Consistorio (en italiano: Sala del Concistoro) es una gran sala en la tercera logia del Palacio Apostólico en la Ciudad del Vaticano. La estructura está en el ala residencial del palacio, añadida por el Papa Sixto V. Fue decorada por disposición del Papa Clemente VIII. El Escudo de armas de Clemente se encuentra en el techo de la sala.
En las Vidas de los Artistas, Giorgio Vasari describe a Gianfrancesco Penni como el pintor de gran parte de los diseños para tapices de Rafael en la Sala del Consistorio. Encargado por el Papa Clemente VII, el tema de los tapices es la vida de Cristo. Los tapices permanecieron sin terminar con la muerte de Rafael, y junto con tapices de la Sala del Consistorio se tejieron en Bruselas. El techo tallado y dorado contiene frescos de Cerubino Alberti y Paul Bril.
En febrero de 2013, en una ceremonia en la Sala del Consistorio se anunció la fecha para la canonización de tres mártires, y el Papa Benedicto XVI informó de su intención de renunciar debido a su edad.